# جک فیرمن
جک فیرمن (انگلیسی: Jack Fairman؛ زادهٔ ۱۵ مارس ۱۹۱۳ در هورلی، ساری، درگذشتهٔ ۷ فوریهٔ ۲۰۰۲ در راگبی، واریک‌شر) رانندهٔ مسابقات اتومبیل‌رانی فرمول یک اهل بریتانیا بود که در فصل ۱۹۵۳، و دوباره از فصل ۱۹۵۵ تا ۱۹۶۱ در مجموع در سیزده گراند پری شرکت کرد.
او در طول دوران فعالیت خود در فرمول یک ۵ امتیاز را به نام خود به‌ثبت رساند.
فیرمن در ۷ فوریهٔ ۲۰۰۲ در راگبی، واریک‌شر درگذشت.